# Firestarter (colonna sonora)
Firestarter è un album pubblicato nel 1984 dal gruppo tedesco di musica elettronica Tangerine Dream. Si tratta della colonna sonora composta per il film Fenomeni paranormali incontrollabili, tratto da una novella di Stephen King, e diretto da Mark L. Lester.

## Tracce
1. Crystal Voice - 3:07
2. The Run - 4:50
3. Testlab - 4:00
4. Charly the Kid - 3:51
5. Escaping Point - 5:10
6. Rainbirds Move - 2:31
7. Burning Force - 4:17
8. Between Realities - 2:53
9. Shop Territory - 3:15
10. Flash Final - 5:15
11. Out of the Heat - 2:30

## Formazione
- Edgar Froese: sintetizzatori, tastiere.
- Chris Franke: sintetizzatori, tastiere, percussioni elettroniche.
- Johannes Schmoelling: sintetizzatori, tastiere.

## Fonte
- http://www.voices-in-the-net.de/firestarter.htm